# Bolesław Semczuk
Bolesław Semczuk (ur. 28 marca 1928 w Rulikówce, zm. 24 października 2011 w Lublinie) – polski lekarz, profesor, specjalista w dziedzinie otolaryngologii, wieloletni kierownik katedry i kliniki otolaryngologii Akademii Medycznej w Lublinie (obecnie Uniwersytet Medyczny w Lublinie), którą kierował w latach 1964–1998. W latach 1972–1981 był rektorem Akademii Medycznej w Lublinie. Otrzymał w 1998 tytuł doktora honoris causa tejże uczelni.
Od 1951 roku należał do PZPR. W latach 1965–1981 był członkiem Komitetu Wojewódzkiego PZPR w Lublinie.